# Orgue de tribune de l'abbaye de Valloires
L'orgue de l'abbaye de Valloires est un orgue situé sur le mur ouest de la nef à l'intérieur de l'église de l'abbaye de Valloires située sur le territoire de la commune d'Argoules, au nord-ouest du département de la Somme. 
Construit au XVIIIe siècle, il fut profondément modifié dans le courant du XIXe siècle.

## Histoire

### La construction auXVIIIesiècle
Ravagée par la soldatesque lors des invasions espagnoles du XVIIe siècle, l'église abbatiale fut reconstruite de 1741 à 1756. Sa décoration fut confiée à un baron autrichien en exil Simon Pfaff de Pfaffenhoffen qui se révéla être un ébéniste talentueux. C'est lui qui réalisa l'élégant buffet d'orgue en chêne et tilleul que nous connaissons aujourd'hui.  
On a attribué à Charles Dallery la réalisation de l'instrument ce qui pose un problème chronologique, à moins qu'il ne s'agisse de son père, facteur d'orgue également. L'orgue comprenait, à l'époque 22 jeux et 2 claviers (grand-orgue, positif et pédale).

### L'orgue duXIXesiècle
En 1845, les frères basiliens qui occupaient l'abbaye reconstruisirent l'instrument quasiment à neuf. Ils augmentèrent l'orgue à 32 jeux et installèrent un troisième clavier de récit expressif.
Dans la seconde moitié du XIXe siècle, Charles Lefebvre facteur d'orgues abbevillois intervint sur l'instrument puis ce fut Johann Baldner, facteur d'orgues parisien, qui restaura l'orgue en 1885.

### Protection et restauration de l'orgue auXXesiècle
Le buffet d'orgue et la tribune furent classés monument historique, au titre d'objet, le 29 septembre 1907. L'instrument ne fut plus entretenu jusque dans les années 1920. Ce fut Albert Alain qui répara l'orgue qui devint une source d'inspiration pour Jehan Alain.
Geoffroy Asselin, dans les années 1970, installa une mixture au positif remplaçant une flûte 8 et une anche libre.
L'instrument fut classé monument historique, au titre d'objet, le 10 septembre 1987. En 1993, le facteur d'orgue Théo Haerpfer effectua une restauration complète de l'instrument pour restituer l'orgue des Basiliens. La tuyauterie du XIXe siècle a été en grande partie conservée ainsi que quatre jeux des XVIIe et XVIIIIe siècles. L’orgue est accordé sur le diapason d’origine, à 392 Hz, avec un tempérament inégal. Philippe Hartmann assura l'harmonisation. C'est Marie-Claire Alain qui inaugura l'instrument restauré.

## Composition de l'instrument
La console est d'origine, en fenêtre, à l’arrière du buffet. L'instrument est doté de trois claviers de 54 notes et d'un pédalier de 30 notes. Les transmissions sont mécaniques pour les jeux comme pour les notes. La soufflerie est mue par un moteur qui alimente un réservoir à deux plis situés sous l'orgue.
| I. Positif intérieur                                                                                                  | II. Grand-Orgue | III. Récit expressif                                                                                        | IV. Pédale                                |
| --- | --- | --- | ----------------------------------------- |
| Flûte 8' Bourdon à cheminée 8' Prestant 4' Flûte 4' Nazard 2 2/3 Quarte de nazard 2 Tierce 1 3/5 Cromorne 8 Euphone 8 | Bourdon 16 Montre 8' Salicional 8 Bourdon à cheminée 8 Prestant 4 Viole de Gambe 4 Dulciana 4 (flûte) Doublette 2 Cornet 5 rangs Plein-jeu 5 rangs Trompette 8 Cor anglais 8 (anches libres) Clairon 4 Voix-humaine 8 | Bourdon à cheminée 8 Prestant 4 Cornet 5 rangs Trompette 8 Hautbois 8 (dessus) Clarinette 8 (anches libres) | Soubasse 16 Flûte 8 Trompette 8 Clairon 4 |

Tirasses : positif, GO. Accouplement Positif/GO, Récit/GO. Appel et retrait trompette et clairon GO. Tremblant doux GO. Expression par pédale à cuiller.
Le pédalier a 20 notes au sommier mais 30 en tirasses.